# Centris vanduzeei
Centris vanduzeei är en biart som beskrevs av Cockerell 1923. Centris vanduzeei ingår i släktet Centris och familjen långtungebin. Inga underarter finns listade.